# Championnats d'Amérique centrale et des Caraïbes d'athlétisme 1997
Les 16e Championnats d'Amérique centrale et des Caraïbes d'athlétisme ont eu lieu à San Juan, sur l'île de Porto Rico en 1997.

## Résultats

### Hommes
| Épreuve | Or                                                                | Or                    | Argent                               | Argent             | Bronze                                             | Bronze             |
| --- | ----------------------------------------------------------------- | --------------------- | ------------------------------------ | ------------------ | -------------------------------------------------- | ------------------ |
| 100 m | Luis Pérez Cuba                                                   | 10 s 28               | Jason Shelton Jamaïque               | 10 s 29            | Carlos Villaseñor Mexique                          | 10 s 46            |
| 200 m | Iván García Cuba                                                  | 20 s 38 CR            | Elston Cawley Jamaïque               | 20 s 85            | Troy Douglas Bermudes                              | 20 s 88            |
| 400 m | Danny McFarlane Jamaïque                                          | 45 s 47               | Linval Laird Jamaïque                | 45 s 49            | Dennis Darling Bahamas                             | 46 s 05            |
| 800 m | Norberto Téllez Cuba                                              | 1 min 47 s 78         | Mario Watson Jamaïque                | 1 min 47 s 86      | Alex Morgan Jamaïque                               | 1 min 48 s 57      |
| 1 500 m | Héctor Torres Mexique                                             | 3 min 47 s 23         | José López Venezuela                 | 3 min 47 s 92      | Terrance Armstrong Bermudes                        | 3 min 51 s 92      |
| 5000 m | Herder Vásquez Colombie                                           | 14 min 07 s 41        | Víctor Rodríguez Mexique             | 14 min 08 s 77     | Juan Díaz Venezuela                                | 14 min 22 s 01     |
| 10 000 m | Herder Vásquez Colombie                                           | 30 min 21 s 94        | Jacinto López Colombie               | 30 min 24 s 21     | Germán Beltrán Venezuela                           | 30 min 27 s 94     |
| Semi-marathon | Víctor Rodríguez Mexique                                          | 1 h 07 min 07 s       | Carlos Grisales Colombie             | 1 h 07 min 39 s    | Pamenos Ballantyne Saint-Vincent-et-les-Grenadines | 1 h 08 min 25 s    |
| 3000 m steeple | Félix Ladera Venezuela                                            | 8 min 48 s 85         | Salvador Miranda Mexique             | 8 min 50 s 29      | Néstor Nieves Venezuela                            | 8 min 50 s 46      |
| 110 m haies | Erick Batte Cuba                                                  | 13 s 70 w             | Yoel Hernández Cuba                  | 13 s 74 w          | Maurice Wignall Jamaïque                           | 13 s 78 w          |
| 400 m haies | Dinsdale Morgan Jamaïque                                          | 49 s 28               | Kemel Thompson Jamaïque              | 49 s 77            | José Pérez Cuba                                    | 50 s 92            |
| Saut en hauteur | Gilmar Mayo Colombie                                              | 2,25 m                | Julio Luciano République dominicaine | 2,15 m             | Fred Valentin Martinique                           | 2,10 m             |
| Saut à la perche | Alberto Manzano Cuba                                              | 5,40 m                | Edgar Díaz Porto Rico                | 5,30 m             | Jorge Tienda Mexique                               | 4,90m              |
| Saut en longueur | Iván Pedroso Cuba                                                 | 8,54 m w              | Jaime Jefferson Cuba                 | 8,01 m w           | Craig Hepburn Bahamas                              | 7,93 m w           |
| Triple saut | Jérôme Romain Dominique                                           | 17,53 m w             | Yoel García Cuba                     | 17,28 m w          | Brian Wellman Bermudes                             | 17,03 m w          |
| Lancer du poids | Yojer Medina Venezuela                                            | 18,11 m               | José Rosario Porto Rico              | 17,49m             | Yosvany Obregón Cuba                               | 17,16 m            |
| Lancer du disque | Alexis Elizalde Cuba                                              | 64,28 m               | Jean-Claude Retel Guadeloupe         | 58,18 m            | Frank Casañas Cuba                                 | 55,32 m            |
| Lancer du marteau | Alberto Sánchez Cuba                                              | 72,10 m               | Yosvany Suárez Cuba                  | 69,90 m            | Guillermo Guzmán Mexique                           | 67,10 m            |
| Lancer du javelot | Emeterio González Cuba                                            | 81,66 m CR            | Isbel Luaces Cuba                    | 73,80 m            | Daniel Alonzo République dominicaine               | 65,80 m            |
| Décathlon | Eugenio Balanqué Cuba                                             | 7 633 pts             | William Gallardo Cuba                | 6 973 pts          | Eladio Farfán Venezuela                            | 5 818 pts          |
| 20 000 m marche | Julio Martínez Guatemala                                          | 1 h 26 min 24 s 40 CR | Querubín Moreno Colombie             | 1 h 28 min 38 s 96 | Alejandro López Mexique                            | 1 h 29 min 08 s 00 |
| 4 × 100 m | Cuba                                                              | 39 s 18               | Jamaïque                             | 39 s 7             | Bahamas                                            | 39 s 85            |
| 4 × 400 m | Jamaïque Garth Robinson Linval Laird Dennis Blake Danny McFarlane | 3 min 01 s 42 CR      | Cuba                                 | 3 min 04 s 50      | Bahamas                                            | 3 min 09 s 15      |
| Records et Performances - AR : Record continental (area record) - CR : Record des championnats (championship record) - MR : Record du meeting (meet record) - NR : Record national (national record) - OR : Record olympique (olympic record) - PR : Record paralympique (paralympic record) - PB : Record personnel (personal best) - SB : Meilleure performance personnelle de la saison (season's best) - WL : Meilleure performance mondiale de l'année (world leader) - WJR : Record du monde junior (world junior record) - WR : Record du monde (world record) Circonstances et Conditions - DNF : N'a pas terminé (did not finish) - DNS : N'a pas pris le départ (did not start) - DQ : Disqualification (disqualification) - NM : Aucun essai valable enregistré (No Mark) - Q : Qualifié « directement » au prochain tour (ou à la prochaine compétition), lors d'une compétition majeure, grâce au classement ou à la réalisation des minima (automatic qualifier) - q : Qualifié au prochain tour (ou à la prochaine compétition), lors d'une compétition majeure, grâce au repêchage ou à la réalisation de l'une des meilleures performances parmi celles des « non qualifiés directement » (grâce au meilleur temps ou à la meilleure distance par exemple) (secondary qualifier) |                                                                   |                       |                                      |                    |                                                    |                    |

### Femmes
| Épreuve | Or                                | Or                | Argent                       | Argent          | Bronze                                | Bronze          |
| --- | --------------------------------- | ----------------- | ---------------------------- | --------------- | ------------------------------------- | --------------- |
| 100 m | Debbie Ferguson Bahamas           | 11 s 29           | Beverley Grant Jamaïque      | 11 s 31         | Heather Samuel Antigua-et-Barbuda     | 11 s 38         |
| 200 m | Idalmis Bonne Cuba                | 23 s 24           | Felipa Palacios Colombie     | 23 s 36         | Heather Samuel Antigua-et-Barbuda     | 23 s 73         |
| 400 m | Julia Duporty Cuba                | 51 s 96           | Idalmis Bonne Cuba           | 52 s 01         | Tonique Williams Bahamas              | 52 s 38         |
| 800 m | Ana Fidelia Quirot Cuba           | 1 min 59 s 01 CR  | Mairelín Fuentes Cuba        | 2 min 03 s 36   | Dawn Williams-Sewer Dominique         | 2 min 03 s 60   |
| 1 500 m | Ana Fidelia Quirot Cuba           | 4 min 18 s 00 CR  | Mardrea Hyman Jamaïque       | 4 min 21 s 31   | Yesenia Centeno Cuba                  | 4 min 23 s 72   |
| 5 000 m | Susana A. Díaz Mexique            | 16 min 31 s 87 CR | Sonia Betancourt Mexique     | 17 min 02 s 95  | Evelyn Rojas Costa Rica               | 17 min 48 s 59  |
| 10 000 m | Stella Castro Colombie            | 34 min 34 s 67    | Iglandini González Colombie  | 37 min 06 s 50  | Elsa Monterroso Guatemala             | 37 min 57 s 30  |
| Semi-marathon | Stella Castro Colombie            | 1 h 17 min 15 s   | Iglandini González Colombie  | 1 h 22 min 06 s | Maribel Burgos Porto Rico             | 1 h 24 min 43 s |
| 100 m haies | Aliuska López Cuba                | 13 s 19           | Patrina Allen Jamaïque       | 13 s 26         | Andrea Blackett Barbade               | 13 s 44         |
| 400 m haies | Andrea Blackett Barbade           | 55 s 64 CR        | Daimí Pernía Cuba            | 56 s 14         | Tanya Jarrett Jamaïque                | 57 s 73         |
| Saut en hauteur | Niurka Lussón Cuba                | 1,81 m            | Karen Beautle Jamaïque       | 1,81 m          | Romary Rifka Mexique                  | 1,79 m          |
| Saut à la perche | Eva Vázquez Porto Rico            | 3,25 m CR         | Lorena Espinoza Mexique      | 3,25 m          | Estrella Martínez Mexique             | 2,50 m          |
| Saut en longueur | Nadine Caster Martinique          | 6,56 m            | Jackie Edwards Bahamas       | 6,52 m          | Elisa Pérez République dominicaine    | 6,28 m          |
| Triple saut | Olga Cepero Cuba                  | 14,14 m w         | Yamilé Aldama Cuba           | 14,12 m w       | Cherita Howard Barbade                | 12,94 m w       |
| Lancer du poids | Herminia Fernández Cuba           | 17,36 m           | Christelle Bornil Martinique | 15,10 m         | María Mercedes République dominicaine | 13,38 m         |
| Lancer du disque | Bárbara Hechevarría Cuba          | 57,42 m           | Maritza Martén Cuba          | 57,06 m         | Christelle Bornil Martinique          | 47,32 m         |
| Lancer du marteau | María Eugenia Villamizar Colombie | 53,82 m CR        | Nancy Guillén Salvador       | 52,98 m         | Violeta Guzmán Mexique                | 52,70 m         |
| Lancer du javelot | Osleidys Menéndez Cuba            | 63,08 m           | Laverne Eve Bahamas          | 58,16 m         | Sabina Moya Colombie                  | 55,94 m         |
| Heptathlon | Zorobabelia Córdoba Colombie      | 5 503 pts         | Lisa Wright Jamaïque         | 5 491 pts       | Osiris Pedroso Cuba                   | 5 210 pts       |
| 10 000 m marche | Graciela Mendoza Mexique          | 47 min 43 s 99    | Oslaidis Cruz Cuba           | 48 min 32 s 09  | Liliana Bermeo Colombie               | 48 min 50 s 27  |
| 4 × 100 m | Bahamas                           | 44 s 00 CR        | Colombie                     | 44 s 29         | Cuba                                  | 44 s 73         |
| 4 × 400 m | Cuba                              | 3 min 29 s 30     | Jamaïque                     | 3 min 32 s 28   | Porto Rico                            | 3 min 39 s 07   |
| Records et Performances - AR : Record continental (area record) - CR : Record des championnats (championship record) - MR : Record du meeting (meet record) - NR : Record national (national record) - OR : Record olympique (olympic record) - PR : Record paralympique (paralympic record) - PB : Record personnel (personal best) - SB : Meilleure performance personnelle de la saison (season's best) - WL : Meilleure performance mondiale de l'année (world leader) - WJR : Record du monde junior (world junior record) - WR : Record du monde (world record) Circonstances et Conditions - DNF : N'a pas terminé (did not finish) - DNS : N'a pas pris le départ (did not start) - DQ : Disqualification (disqualification) - NM : Aucun essai valable enregistré (No Mark) - Q : Qualifié « directement » au prochain tour (ou à la prochaine compétition), lors d'une compétition majeure, grâce au classement ou à la réalisation des minima (automatic qualifier) - q : Qualifié au prochain tour (ou à la prochaine compétition), lors d'une compétition majeure, grâce au repêchage ou à la réalisation de l'une des meilleures performances parmi celles des « non qualifiés directement » (grâce au meilleur temps ou à la meilleure distance par exemple) (secondary qualifier) |                                   |                   |                              |                 |                                       |                 |

## Tableau des médailles
| Rang | Nation                          | Or | Argent | Bronze | Total |
| ---- | ------------------------------- | -- | ------ | ------ | ----- |
| 1    | Cuba                            | 22 | 13     | 6      | 41    |
| 2    | Colombie                        | 7  | 7      | 2      | 16    |
| 3    | Mexique                         | 4  | 4      | 7      | 15    |
| 4    | Jamaïque                        | 3  | 12     | 3      | 18    |
| 5    | Bahamas                         | 2  | 2      | 5      | 9     |
| 6    | Venezuela                       | 2  | 1      | 4      | 7     |
| 7    | Porto Rico                      | 1  | 2      | 2      | 5     |
| 8    | Martinique                      | 1  | 1      | 2      | 4     |
| 9    | Barbade                         | 1  | 0      | 2      | 3     |
| 10   | Dominique                       | 1  | 0      | 1      | 2     |
| 10   | Guatemala                       | 1  | 0      | 1      | 2     |
| 12   | République dominicaine          | 0  | 1      | 3      | 4     |
| 13   | Salvador                        | 0  | 1      | 0      | 1     |
| 13   | Guadeloupe                      | 0  | 1      | 0      | 1     |
| 15   | Bermudes                        | 0  | 0      | 3      | 3     |
| 16   | Antigua-et-Barbuda              | 0  | 0      | 2      | 2     |
| 17   | Saint-Vincent-et-les-Grenadines | 0  | 0      | 1      | 1     |
| 17   | Costa Rica                      | 0  | 0      | 1      | 1     |